# The Flock (band)
The Flock was een Amerikaanse, in Chicago gevestigde jazzrockband met een mengeling van rock, jazz, blues en andere stijlen, die vaak werd vergeleken met bands als Chicago, Colosseum en Blood, Sweat & Tears. De band bracht de twee albums The Flock (1969) en Dinosaur Swamps (1970) uit bij Columbia Records. The Flock behaalde niet het commerciële succes van andere Columbia-jazzrockgroepen uit die tijd, zoals Chicago en Blood Sweat & Tears, maar werden erkend omdat ze een viool prominent in hun opnamen hadden. De violist Jerry Goodman werd later lid van het Mahavishnu Orchestra en soloartiest.

## Bezetting
- Rick Canoff[4] (zang, saxofoon)
- Fred Glickstein[5] (zang, gitaar, keyboards)
- Jerry Goodman[6] (viool)
- Jerry Smith[7] (basgitaar)
- Ron Karpman[8] (drums)
- John Gerber[9] (saxofoon, dwarsfluit, banjo)
- Tom Webb[10] (saxofoon, dwarsfluit)

## Geschiedenis
The Flock werd in 1965 opgericht door Rick Canoff en Fred Glickstein, die beiden daarvoor al in de band The Exclusives samen hadden gespeeld. Ze had drie vroege singles bij Destination Records en één bij USA Records, lokale labels in Chicago, opgenomen tussen 1966 en 1968. Violist Goodman zat niet in deze bezetting, maar werkte als roadie bij de band. In 1969 werd de band uitgebreid tot een septet. In dat jaar verscheen hun opmerkelijk, maar commercieel tegenvallend debuutalbum The Flock. Alle vier de singles Can't You See, Are You The Kind, Take Me Back en What Would You Do If The Sun Died? zijn verkrijgbaar op cd. De leden ten tijde van hun albumopname uit 1969 waren Fred Glickstein (gitaar, zang), Jerry Goodman (viool), Jerry Smith (bas), Ron Karpman (drums), Rick Canoff (saxofoon), Tom (TS Henry) Webb (saxofoon) en Frank Posa (trompet).
Het veelbelovende eerste album was verder in jazzfusion dan Chicago of Blood Sweat & Tears, beïnvloed door het album Bitches Brew van Miles Davis waaraan Webb deelnam, maar waarvan het optreden niet werd opgenomen. Het eerste album werd geproduceerd door John McClure, beter bekend om zijn werk met klassieke en jazzartiesten, met albumnotities, geschreven vanuit het publiek bij Whiskey A Go Go door John Mayall op 9 juli 1969. De band ging terug naar de studio en nam het tweede album Dinosaur Swamps op, (waarbij Jon Gerber Tom Webb vervangt) met de hit Big Bird. Ze begonnen te werken aan het derde studioalbum met de voorlopige titel Flock Rock, maar in die tijd gingen geruchten dat Clive Davis van Columbia Records The Flock overviel en Goodman rekruteerde voor het Mahavishnu Orchestra-project.
In 1970 trad The Flock op tijdens het Bath Festival met onder anderen Led Zeppelin. Ook in 1970 verscheen het tweede album, Dinosaur Swamps, dat niet aan de verwachtingen voldeed. Ook trad de band in 1970 op tijdens het Holland Pop Festival in Rotterdam. In 1971, tijdens de opnamen voor het derde album, werd de band ontbonden. Het album werd niet afgemaakt en niet uitgebracht. Jerry Goodman werkte mee op het album My Goal's Beyond van John McLaughlin en werd oprichter van diens fusieband Mahavishnu Orchestra.
The Flock herenigde zich kort in 1975 voor het album Inside Out en in 2004 werd een cd uitgebracht van het liveconcert Live in Europe uit 1973 met Michael Zydowsky op viool in plaats van Goodman en met de oorspronkelijke leden Fred Glickstein, Jerry Smith en Ron Karpman.Eind 1976 rekruteerden Fred Glickstein en Ron Karpman bassist/cellist Thom Blecka en vormden het powertrio FLOCK 3. De nieuwe band speelde een aantal oudere Flock-composities, maar legde de nadruk op nieuw materiaal, mede geschreven door Glickstein en Karpman, met enkele arrangementen die werden bijgedragen door Blecka. Het rockgeoriënteerde fusiontrio speelde een paar lokale optredens als opening voor Cheap Trick en The Cryan' Shames. Af en toe werden ze op het podium vergezeld door Flock-alumnus T.S. Henry Webb (saxofoon/zang) en ook de vrienden Dennis Tiger (bluesharp/zang) en Jeff Gates (keyboards). De liveoptredens van de band werden nooit op tape vastgelegd en pogingen tot studio-opnamen vielen uit de boot vanwege personeelsconflicten.
Er zijn filmbeelden van de bigbandversie van de Flock (de Dinosaur Swamps-versie van de band) die het nummer Big Bird (Fly) speelt in de Nederlandse documentaire Stamping Ground uit 1971. Goodman is prominent aanwezig in de video onder leden van de band.

## Discografie

### Albums
- 1969: The Flock
- 1970: Dinosaur Swamps
- 1975: Inside Out
- 2004: Live in Europe 1973

### Anders
- 2002: Dubbel-cd met de eerste beide albums (Label: Bgo - Beat Goes on)
- 1993: Flock Rock: Best of the Flock (met nummers van de eerste beide albums en enkele niet uitgebrachte nummers, Sony, 1993)
- 2017: Truth - The Columbia Recordings 1969-1970